# Greenpoint
Greenpoint è un quartiere di Brooklyn, uno dei cinque distretti di New York. I confini del quartiere sono Long Island City a nord, Sunnyside a est, Williamsburg e East Williamsburg a sud e l'East River a ovest.
Greenpoint è parte del Brooklyn Community District 1 e il suo ZIP code è 11222.

## Demografia
Secondo i dati del censimento del 2010 la popolazione di Greenpoint era di 34 719 abitanti, in diminuzione dell'8,2% rispetto ai 37 821 del 2000. La composizione etnica del quartiere era: 76,9% (26 691) bianchi americani, 4,9% (1 689) asioamericani, 1,2% (433) afroamericani, 0,1% (48) nativi americani, 0,0% (10) nativi delle isole del Pacifico, 0,5% (161) altre etnie e 1,7% (588) multietinici. Gli ispanici e latinos di qualsiasi etnia erano il 14,7% (5 099).
Il quartiere è sede di una grande comunità di immigrati polacchi e polacco-americani, tanto che una parte del quartiere è soprannominata Little Poland.

## Trasporti
Il quartiere è servito dalla metropolitana di New York attraverso Greenpoint Avenue e Nassau Avenue della linea IND Crosstown, dove fermano i treni della linea G.